# Кључ (Мионица)
Кључ је насеље у Србији у општини Мионица у Колубарском округу. Према попису из 2022. било је 341 становника.

## Историја
Први помен села је забележен у турском попису (тефтеру) за хиџретску 934. годину, тј. 1527/1528. годину по садашњем рачунању времена.

Транскрибован на модерни турски, са османске арабице, унос са 240. странице тефтера TD 144 је гласио овако:
Kluç karye, Valyeva nahiye - Село Kључ, Нахија Ваљево

## Демографија
У насељу Кључ живи 421 пунолетни становник, а просечна старост становништва износи 45,5 година (44,5 код мушкараца и 46,5 код жена). У насељу има 153 домаћинства, а просечан број чланова по домаћинству је 3,25.
Ово насеље је великим делом насељено Србима (према попису из 2002. године), а у последња три пописа, примећен је пад у броју становника.
|  |

| Демографија | Демографија | Демографија |
| Година      | Становника  | Становника  |
| ----------- | ----------- | ----------- |
| 1948.       | 988         |             |
| 1953.       | 969         |             |
| 1961.       | 895         |             |
| 1971.       | 827         |             |
| 1981.       | 709         |             |
| 1991.       | 602         | 595         |
| 2002.       | 498         | 503         |

| Етнички састав према попису из 2002.‍ | Етнички састав према попису из 2002.‍ | Етнички састав према попису из 2002.‍ | Етнички састав према попису из 2002.‍ | Етнички састав према попису из 2002.‍ |
| ------------------------------------ | ------------------------------------ | ------------------------------------ | ------------------------------------ | ------------------------------------ |
|                                      |                                      |                                      |                                      |                                      |
| Срби                                 | Срби                                 |                                      | 497                                  | 99,79%                               |
| Црногорци                            | Црногорци                            |                                      | 1                                    | 0,20%                                |
| непознато                            | непознато                            |                                      | 0                                    | 0,0%                                 |

| Година пописа     | 1948. | 1953. | 1961. | 1971. | 1981. | 1991. | 2002. |
| ----------------- | ----- | ----- | ----- | ----- | ----- | ----- | ----- |
| Број домаћинстава | 175   | 178   | 193   | 195   | 186   | 171   | 153   |

| Број чланова      | 1  | 2  | 3  | 4  | 5  | 6  | 7 | 8 | 9 | 10 и више | Просек |
| ----------------- | -- | -- | -- | -- | -- | -- | - | - | - | --------- | ------ |
| Број домаћинстава | 33 | 38 | 22 | 16 | 16 | 19 | 7 | 2 | 0 | 0         | 3,25   |

| Пол    | Укупно | Неожењен/Неудата | Ожењен/Удата | Удовац/Удовица | Разведен/Разведена | Непознато |
| ------ | ------ | ---------------- | ------------ | -------------- | ------------------ | --------- |
| Мушки  | 211    | 60               | 136          | 9              | 6                  | 0         |
| Женски | 226    | 30               | 140          | 53             | 3                  | 0         |
| УКУПНО | 437    | 90               | 276          | 62             | 9                  | 0         |

| Пол    | Укупно                    | Пољопривреда, лов и шумарство | Рибарство                            | Вађење руде и камена | Прерађивачка индустрија       |
| ------ | ------------------------- | ----------------------------- | ------------------------------------ | -------------------- | ----------------------------- |
| Мушки  | 152                       | 120                           | 0                                    | 0                    | 19                            |
| Женски | 104                       | 75                            | 0                                    | 0                    | 11                            |
| УКУПНО | 256                       | 195                           | 0                                    | 0                    | 30                            |
| Пол    | Производња и снабдевање   | Грађевинарство                | Трговина                             | Хотели и ресторани   | Саобраћај, складиштење и везе |
| Мушки  | 0                         | 4                             | 4                                    | 0                    | 2                             |
| Женски | 0                         | 1                             | 7                                    | 2                    | 0                             |
| УКУПНО | 0                         | 5                             | 11                                   | 2                    | 2                             |
| Пол    | Финансијско посредовање   | Некретнине                    | Државна управа и одбрана             | Образовање           | Здравствени и социјални рад   |
| Мушки  | 1                         | 0                             | 1                                    | 1                    | 0                             |
| Женски | 0                         | 0                             | 1                                    | 3                    | 2                             |
| УКУПНО | 1                         | 0                             | 2                                    | 4                    | 2                             |
| Пол    | Остале услужне активности | Приватна домаћинства          | Екстериторијалне организације и тела | Непознато            | Непознато                     |
| Мушки  | 0                         | 0                             | 0                                    | 0                    | 0                             |
| Женски | 1                         | 0                             | 0                                    | 1                    | 1                             |
| УКУПНО | 1                         | 0                             | 0                                    | 1                    | 1                             |

## Галерија
- Кључ - панорама
- Кључ - панорама
- Кључ - панорама
- Кључ - панорама
- Кључ - панорама
- Кључ - панорама